# Minuartia minutiflora
Minuartia minutiflora là loài thực vật có hoa thuộc họ Cẩm chướng. Loài này được Vorosch. mô tả khoa học đầu tiên.